# Espresso TV
Espresso TV (ukrainien : Еспресо TV) est une station de télévision internet ukrainienne qui a commencé à opérer le 16 novembre 2013.

## Cyberattaque
Le 19 février 2024, vers 19 h 30 des assaillants inconnus piratent le système responsable de la diffusion de la chaîne de télévision Espresso TV. Les assaillants diffusent sur les ondes de la chaîne de télévision une courte vidéo contenant des images de villes ukrainiennes détruites, une vidéo avec Joe Biden et un appel à arrêter, faisant allusion à l'implication présumée des États-Unis dans la guerre en Ukraine,.